# Ferenc Lovász
Ferenc Lovász (ur. 24 stycznia 1967 w Komló) – węgierski piłkarz występujący na pozycji pomocnika, reprezentant kraju.

## Życiorys
Do 1980 roku był juniorem Komlói Bányász SK, a następnie – Pécsi MSC. W 1984 roku został wcielony do pierwszej drużyny. W NB I zadebiutował 10 listopada w przegranym 1:2 spotkaniu z Debreceni MVSC. 9 września 1987 roku wystąpił w przegranym 0:2 towarzyskim meczu reprezentacji Węgier ze Szkocją. Ogółem w barwach Pécsi MSC rozegrał ponad 100 ligowych spotkań, a także zdobył z klubem Puchar Węgier w 1990 roku. W 1991 roku przeszedł do Újpesti TE, zdobywając w 1992 roku po raz drugi w karierze Puchar Węgier. W sezonie 1994/1995 był piłkarzem drugoligowego Mohácsi FC. Następnie na krótko powrócił do Pécsi MFC, a w 1996 roku wyjechał na Maltę, występując w St. Patrick FC i Valletta FC. Z Vallettą w sezonie 1997/1998 zdobył puchar i mistrzostwo Malty. W 1998 roku zakończył karierę piłkarską.

## Statystyki ligowe
| Sezon     | Klub           | Liga                 | Mecze | Gole |
| --------- | -------------- | -------------------- | ----- | ---- |
| 1984/1985 | Pécsi MSC      | NB I                 | 8     | 2    |
| 1985/1986 | Pécsi MSC      | NB I                 | 25    | 8    |
| 1986/1987 | Pécsi MSC      | NB I                 | 30    | 3    |
| 1987/1988 | Pécsi MSC      | NB I                 | 21    | 5    |
| 1988/1989 | Pécsi MSC      | NB I                 | 17    | 2    |
| 1989/1990 | Pécsi MSC      | NB I                 | 27    | 8    |
| 1990/1991 | Pécsi MSC      | NB I                 | 25    | 5    |
| 1991/1992 | Újpesti TE     | NB I                 | 15    | 1    |
| 1992/1993 | Újpesti TE     | NB I                 | 21    | 1    |
| 1993/1994 | Újpesti TE     | NB I                 | 8     | 0    |
| 1994/1995 | Mohácsi FC     | NB II                | 25    | 7    |
| 1995/1996 | Pécsi MFC      | NB I                 | 7     | 0    |
| 1996/1997 | St. Patrick FC | Premier League Malti | 17    | 1    |
| 1997/1998 | Valletta FC    | Premier League Malti | 5     | 1    |